# Goga Chjeidze
Goga Chjeidze (en georgiano: გოგა ჩხეიძე, 11 de febrero de 1996) es un deportista georgiano que compite en halterofilia. Ganó una medalla de bronce en el Campeonato Europeo de Halterofilia de 2019, en la categoría de 67 kg.

## Palmarés internacional
| Campeonato Europeo | Campeonato Europeo | Campeonato Europeo | Campeonato Europeo |
| Año                | Lugar              | Medalla            | Categoría          |
| ------------------ | ------------------ | ------------------ | ------------------ |
| 2019               | Batumi (Georgia)   | Medalla de bronce  | 67 kg              |